# Phil Daniels
Philip William Daniels, detto Phil (Londra, 25 ottobre 1958), è un attore britannico.

## Biografia
Si è formato alla Anna Scher Theatre School di Islington. Ha debuttato sul grande schermo nel 1975, con un ruolo da cameriere nel film Piccoli gangsters all'età di 17 anni. Sempre da giovanissimo ha recitato da protagonista nel film Quadrophenia, interpretando il ruolo di Jimmy. Tra la fine degli anni '70 e i primi anni '80 ha fatto parte del progetto musicale new wave The Cross insieme a Peter-Hugo Daly. Con questa band ha pubblicato anche un album per la RCA Records. Ha collaborato anche con i Blur: si può ascoltare la sua voce recitata nel singolo Parklife (1994). Ha dato la voce al ratto Fetcher nel film Galline in fuga. Ha lavorato molto a teatro, soprattutto dagli anni 2000, e in numerose serie televisive (su tutte EastEnders). Nel 2015 recita e canta nel musical Les Misérables a Londra.

## Filmografia parziale

### Cinema
- Quadrophenia, regia di Franc Roddam (1979)
- Zulu Dawn, regia di Douglas Hickox (1979)
- La sposa promessa (The Bride), regia di Franc Roddam (1985)
- Still Crazy, regia di Brian Gibson (1998)

### Televisione
- EastEnders – soap opera, 208 puntate (2006-2008)
- Poirot (Agatha Christie's Poirot) – serie TV, episodio 12x01 (2009)
- L'ispettore Barnaby (Midsomer Murders) – serie TV, episodio 13x06 (2010)
- Il giovane ispettore Morse (Endeavour) – serie TV, 3 episodi (2018-2023)
- I Hate Suzie – serie TV, 4 episodi (2020-2022)
- Maiorca Crime (The Mallorca Files) – serie TV, episodio 2x02 (2021)
- House of the Dragon – serie TV (2022-2024)
- Ragazze elettriche (The Power) – serie TV, episodio 1x07 (2023)
- Gangs of London – serie TV, episodio 3x02 (2025)

## Doppiatori Italiani
Nelle versioni in italiano delle opere in cui ha recitato, Phil Daniels è stato doppiato da:
- Gianni Bersanetti in House of the Dragon
- Franco Mannella in Gangs of London